# Уманський автобус
Основним громадським транспортом міста Умань є маршрутні таксі, яке охоплюють своїми маршрутами більшість території міста.

## Історія
На початку XX століття в місті почали функціонувати перші транспортні засоби, одним з яких був трамвай, що рухався за одним маршрутом. Проіснував недовго. Депо було на території теперішнього оптико-механічного заводу. Зараз поруч знаходиться Трамвайний провулок, названий на честь першого трамвая в Умані.
Автобус був найдоступнішим видом транспорту. З 1970-х років більшість автобусних маршрутів не змінились — їх було 14. На озброєнні були ЛАЗ-695 — близько 50-ти одиниць, ПАЗ-672 — близько 60-ти, ЛіАЗ-677 — близько 30-ти, Лаз-697 «Турист» — 15 одиниць та десять Ікарусів-250 (255) (міжміське сполучення). Поставки відбувались регулярно до початку 90-х років, всі автобуси списували після пробігу в 540 000 км. Перевезенням пасажирів займалося автобусне підприємство АТП-17107 (до 1983 року — АТП-23112).
Окрім того існувало 42 таксомотори (ГАЗ-24 — таксі).
З розпадом СРСР, розпався і великий автобусний парк міста, — поставки припинились, автобуси старіли і виходили з ладу. У першій половині 1990-х років автобусне перевезення взагалі припинилось. Все змінилося з появою наприкінці XX століття перших «маршруток» — РАФи, Газелі, Ford Transit, Iveco Daily, Mercedes-Benz Sprinter.

## Сучасний стан
На теперішній час маршрутне таксі — єдиний вид міського транспорту для більшої частини Умані. Рух маршрутних таксі здійснюється з 05:00—06:30 до 00:00.

## Маршрути
| №   | Схема | Маршрут руху | Режим           | Перевізник         |
| --- | ----- | --- | --------------- | ------------------ |
| 1   |       | Райлікарня — Залізничний вокзал | маршрутне таксі | Уманське АТП-17155 |
| 1А  |       | вул. Виговського — Залізничний вокзал — Райлікарня                                                                                                 | маршрутне таксі | Уманське АТП-17155 |
| 3   |       | Скасований | маршрутне таксі | Уманське АТП-17155 |
| 4   |       | «ДОСи» — вул. Шевченка — вул. Садова — ринок — «Аеропорт»                                                                                          | маршрутне таксі | Уманське АТП-17155 |
| 5   |       | «Нова Умань» — вул. Садова — ринок — вул. Незалежності — Залізничний вокзал — завод ЗБВ                                                            | маршрутне таксі | Уманське АТП-17155 |
| 6   |       | «Нова Умань» — вул. Садова — ринок — вул. Незалежності — Залізничний вокзал                                                                        | маршрутне таксі | Уманське АТП-17155 |
| 7   |       | Ринок — «Зарембова гребля» — «Аеропорт» | маршрутне таксі | Уманське АТП-17155 |
| 8   |       | Ринок — вул. Європейська — вул. Тищика — «ГРС» | маршрутне таксі | Уманське АТП-17155 |
| 9   |       | Райлікарня — Залізничний вокзал — завод ЗБВ | маршрутне таксі | Уманське АТП-17155 |
| 10  |       | «Нова Умань» — вул. Визволителів — ринок — вул. Мазепи — вул. Леваневського — «ГРС»                                                                | маршрутне таксі | Уманське АТП-17155 |
| 11  |       | «Нова Умань» — вул. Садова — ринок — Залізничний вокзал — «Міжрайбаза»                                                                             | маршрутне таксі | Уманське АТП-17155 |
| 14  |       | Райлікарня — Залізничний вокзал — ВАТ «Уманське АТП-17155»                                                                                         | маршрутне таксі | Уманське АТП-17155 |
| 15  |       | Залізничний вокзал — ринок — вул. Горького — вул. Пролетарська — Дачі                                                                              | маршрутне таксі | Уманське АТП-17155 |
| 17  |       | «ДОСи» — вул. Європейська — Аеропорт — ЗОШ № 6 | маршрутне таксі | Уманське АТП-17155 |
| 18  |       | «Нова Умань» — вул. Визволителів — ринок — вул. Європейська, вулиця Київська — вул. Інтернаціональна — вул. Павлова — с. Родниківка                | маршрутне таксі | Уманське АТП-17155 |
| 21  |       | ПП «Газовик» (міжрайонна ДАІ) — вул. Європейська — ринок — вул. Праці — вул. Миколи Хвильового — вул. Волкова (мікрорайон «Доманський»)            | маршрутне таксі | Уманське АТП-17155 |
| 22  |       | Вулиця Кармелюка — ЗОШ № 3 — вул. Незалежності — ринок — вул. Європейська — вул. Тищика — вулиця Київська — вул. Інтернаціональна — вул. Бетховена | маршрутне таксі | Уманське АТП-17155 |
| 23  |       | «ДОСи» — ринок — вул. Садова — «Нова Умань» | маршрутне таксі | Уманське АТП-17155 |
| 27  |       | ЗОШ № 6 — вул. Праці — ринок — вул. Європейська — вул. Грушевського — вул. Успенська — вул. Залізняка — ГРС                                        | маршрутне таксі | Уманське АТП-17155 |
| 115 |       | «Нова Умань» — вул. Визволителів — ринок — вул. Європейська — автостанція — вул. Київська — Родниківка                                             | маршрутне таксі | Уманське АТП-17155 |